# Kampioenschap van Vlaanderen 1969
Il Kampioenschap van Vlaanderen 1969, cinquantaquattresima edizione della corsa, si svolse l'11 settembre 1969 su un percorso di 150 km, con partenza e arrivo a Koolskamp. Fu vinto dal belga Eric De Vlaeminck della Flandria-De Clercq-Kruger davanti ai suoi connazionali Ronald De Witte e Jean-Pierre Monseré.

## Ordine d'arrivo (Top 10)
| Pos. | Corridore           | Squadra                          | Tempo    |
| ---- | ------------------- | -------------------------------- | -------- |
| 1    | Eric De Vlaeminck   | Flandria-De Clercq-Kruger        | 3h42'00" |
| 2    | Ronald De Witte     | Mann-Grundig                     | a 10"    |
| 3    | Jean-Pierre Monseré | Flandria-De Clercq-Kruger        | a 14"    |
| 4    | Gilbert Wuytack     | Etalo-Siriki-Ventura             | a 20"    |
| 5    | Daniel Vanryckeghem | Mann-Grundig                     |          |
| 6    | Frans Melckenbeeck  | Pull-Over Centrale-Tasmanie-Novy |          |
| 7    | Etienne Buysse      | Pull-Over Centrale-Tasmanie-Novy |          |
| 8    | Jan Van Katwijk     | Willem II-Gazelle                |          |
| 9    | Yvan Verbiest       | Etalo-Siriki-Ventura             |          |
| 10   | Jos Schoeters       | Peugeot-BP-Michelin              |          |